# Иоаким (Биллис)
Митрополит Иоаким (греч. Μητροπολίτης Ιωακείμ Μπίλλης; род. 24 марта 1972, Салоники) — архиерей Константинопольской православной церкви, митрополит Прусский (с 2021).

## Биография
Изучал право и богословие в университете Аристотеля в Салониках.
21 апреля 2002 года епископом Синадским Дионисием (Сакатисом) хиротонисан во диакона и до 2008 года занимал должность патриаршего диакона.
28-29 июня 2009 года в составе делегации Константинопольского патриарха находился с визитом в Ватикане.
В марте 2013 года назначен кодикографом Священного синода Константинпольского патриархата
4 октября 2017 года назначен генеральным секретарём Священного синода Константинопольского патриархата и 8 октября 2017 года патриархом Константинопольским Варфоломеем был хиротонисан в сан пресвитера.
17 марта 2021 года Священным синодом Константинопольской церкви был избран для рукоположения в митрополита Прусского.
25 марта 2021 года в Георгиевском соборе на Фанаре состоялась его архиерейская хиротония. Хиротонию совершили: патриарх Константинопольский Варфоломей, митрополит Халкидонский Эммануил (Адамакис), митрополит Деркский Апостол (Даниилидис), митрополит Мириофитский Ириней (Иоаннидис), митрополит Мирликийский Хризостом (Калаидзис), митрополит Сасимский Геннадий (Лимурис), митрополит Аркалохорийский Андрей (Нанакис), митрополит Адрианопольский Амфилохий (Стергиу) и митрополит Саранта-Экклисийский Андрей (Софианопулос).